# بحيرتان من دموع
بحيرتان من دموع هو فيلم مغربي من إخراج محمد الحسيني سنة 2008، وبطولة كل من هشام بهلول، نادية ولد الحاج، كنزة برادة، أحمد الناجي، فاطمة تحيحيت، أمال عيوش، عبد السلام البوحسيني، وآخرون.

## القصة
يحكي الفيلم قصة سعاد، تلميذة في ربيعها السادس عشر، جريئة ومستقلة، ابنة خياط متواضع حشرت نفسها في قصة حب «مستحيل» مع جليل، وهو شاب في سن الـ19 ينحدر من أسرة ثرية. ولم يحل دون زواجهما صغر سنهما فقط بل بالخصوص مشكلة انتمائهما إلى وسطين اجتماعيين مختلفين.
أفاد مخرج الفيلم في تصريح لوكالة المغرب العربي للأنباء بأنه «مقتبس من أسطورة إسلي وتيسليت» التي انبنى عليها موسم الخطوبة بإملشيل.

## روابط خارجية
- فيلم «بحيرتان من دموع» أو المراهقة من زوايا أخرى